# 范亨特陨石坑

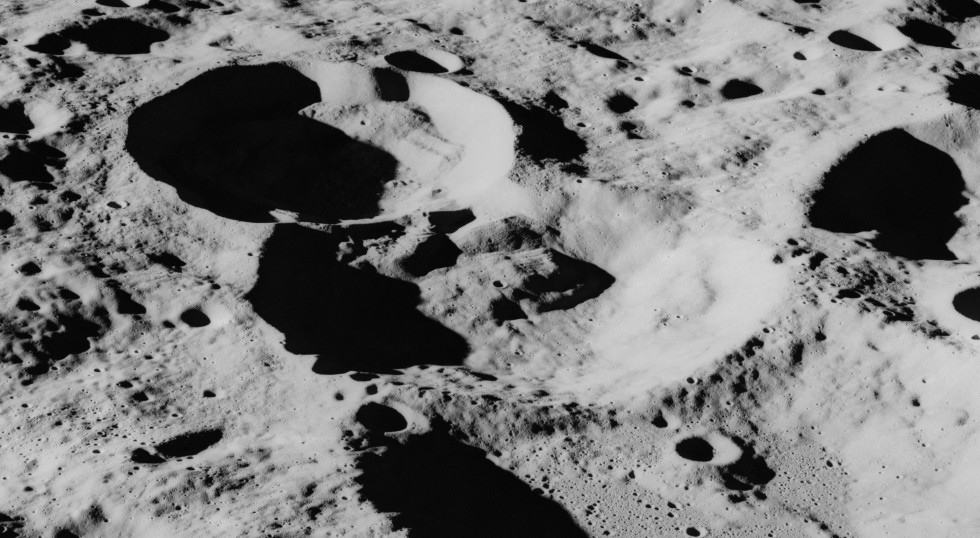
阿波罗16号拍摄的范亨特陨石坑朝北斜视图，左上是卫星坑"范亨特 X"。

范亨特陨石坑(Van Gent)是位于月球背面赤道区的一座撞击坑，约形成于酒海纪，其名称取自荷兰天文学家亨德里克·范亨特(Hendrik Van Gent，1900年-1947年)，1970年被国际天文联合会正式批准接受。

## 描述
该陨坑西侧紧邻科尔许特环形山；西北偏北坐落着康斯坦丁诺夫环形山；斯潘塞·琼斯环形山和帕帕列克西环形山则位于它东南。该环形山的中心月面坐标为15°25′N 160°16′E / 15.42°N 160.27°E，直径44.4公里，深度2.24公里。
该陨坑的西北侧连接着卫星坑"范亨特 X"，东南面坐落在一座古老的撞击坑残骸上，反过来，该残骸的西南侧又部分被卫星坑"范亨特 N"覆盖，而"范亨特 N"又连接了卫星坑"范亨特 P"的东南侧，因此，这五座陨坑共同构成了一串凹面向西的弧形短链坑。
范亨特陨坑边缘大体呈圆形，略为偏向相邻的陨坑，磨损程度一般，沿与"范亨特 X"卫星坑的相连壁上坐落着一座小陨坑。坑壁平均高出周边地形1060米，内部容积约有1400公里³。坑内地表较为崎岖，除显示有一些细小的撞击坑外，无其它的典型地貌特征。

## 卫星陨石坑
按惯例，最靠近范亨特陨石坑的卫星坑在月图上以字母标注在该坑中心点的旁边。

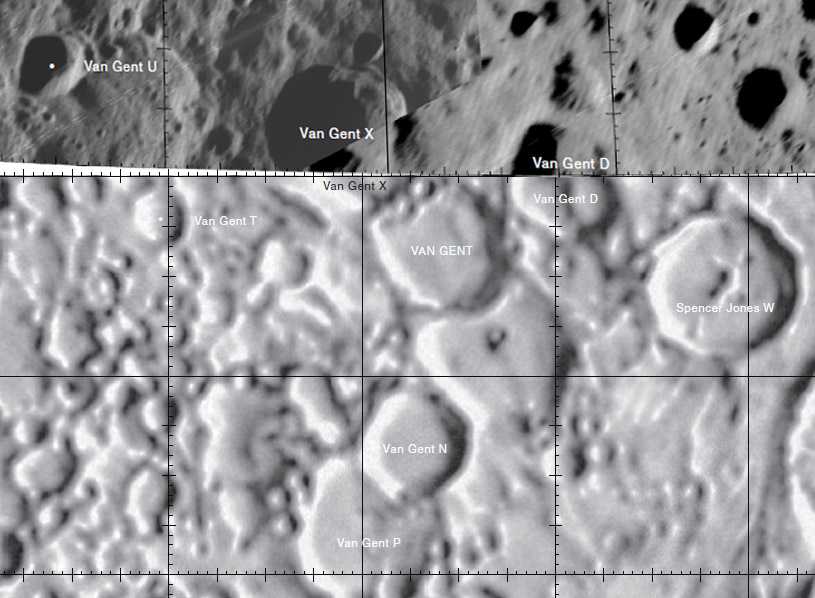
LAC-49和LAC-67拼接图

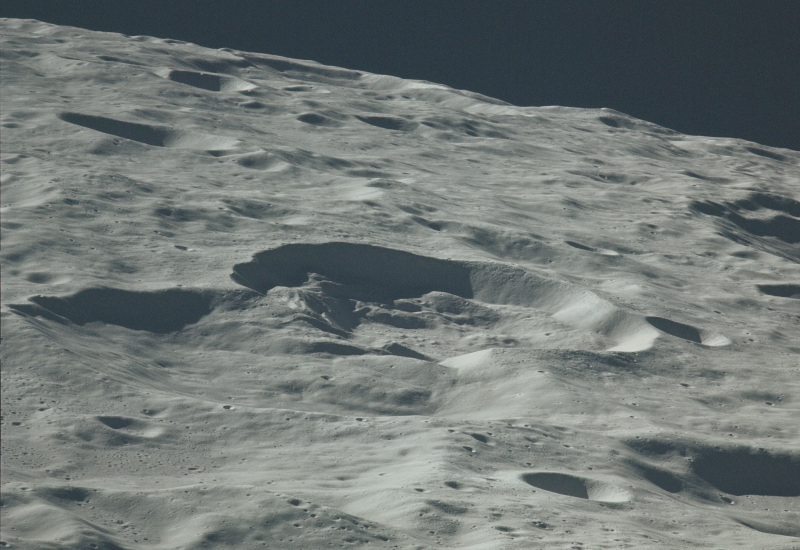
阿波罗16号拍摄的另一幅照片，中间是星坑"范亨特 X"，左下为范亨特陨石坑。

| 范亨特 | 纬度    | 经度     | 直径    |
| ------ | ------- | -------- | ------- |
| D      | 16.3° N | 161.7° E | 35 公里 |
| N      | 13.5° N | 160.0° E | 32 公里 |
| P      | 12.6° N | 159.4° E | 47 公里 |
| T      | 15.5° N | 157.2° E | 16 公里 |
| U      | 17.0° N | 157.1° E | 20 公里 |
| X      | 16.4° N | 159.7° E | 38 公里 |

- 卫星坑"范亨特 N"形成于早雨海纪[1]；
- 卫星坑"范亨特 X"形成于爱拉托逊纪[1]。